# ムリロ環礁
ムリロ環礁（英語: Murilo）は、太平洋西部、カロリン諸島のホール諸島にある環礁。ミクロネシア連邦のチューク州に属しており環礁東部が同名（ムリロ）の自治体になっている。環礁南東部はルアーと言う自治体になっている。
環礁はノムウィン環礁の東北東10km程の位置にあり、チューク環礁の北北東105km程の位置にある。ノムウィン環礁の島々とあわせてホール諸島と呼ばれる。
2010年、住民は祝祭において、絶滅危惧種で有毒のタイマイを食べ、96人が中毒となり、6人が死亡、うち4人が子供であったとされる。

## 註
1. ↑  Statoids.com, retrieved December 8, 2010
2. ↑  “Oceandots - Murilo”. 2010年12月23日時点のオリジナルよりアーカイブ。2011年12月6日閲覧。